# Johanna Hering
Johanna Hering verh. Salkowsky (* 29. Januar 1821 in Memel; † 1884 in Südfrankreich) war eine deutsche Jugendschriftstellerin des 19. Jahrhunderts. Sie publizierte ihre Werke unter dem Pseudonym Olga Eschenbach.

## Leben
Johanna Hering wurde 1821 in Memel als Tochter eines Apothekers geboren. Nach dem finanziellen Ruin ihres Vaters musste sie eine Ausbildung zur Erzieherin machen. Ihre erste Stelle als Hauslehrerin trat sie bereits mit fünfzehn Jahren an. Ihre Tätigkeit brachte sie später als Gesellschaftsdame nach England, von dort kehrte sie jedoch nach zwei Jahren nach Deutschland zurück. In Königsberg lebte sie bei einer Freundin, deren Ehemann sie nach dem Tod der Freundin 1857 heiratete. Mit diesem wanderte sie auch nach Südfrankreich aus. Mit der Eheschließung endete ihre literarische Arbeit.

## Wirken
Johanna Hering (Pseudonym: Olga Eschenbach) hat in ihrer Karriere als Schriftstellerin fünfzehn Werke verfasst, die sich nachweislich mit ihrem Namen in Verbindung bringen lassen.
Die Inhalte der von ihr geschriebenen Bücher sind stark von ihrem eigenen Leben geprägt. Durch ihre Tätigkeit als Erzieherin schrieb sie mit Vorliebe Jugendbücher für Mädchen, die sich teilweise der „Backfischliteratur“ zuordnen lassen. Doch auch ihre Selbstständigkeit als Frau mit Ausbildung, die unabhängig von ihrem Elternhaus geworden war, spiegelt sich in ihren Büchern wider. Zwar lehnen sich ihre Romane nicht explizit gegen das im 19. Jahrhundert vorherrschende Rollenbild von jungen Frauen auf, es klingen jedoch immer wieder Phasen im Leben ihrer Protagonistinnen an, in denen sie sich kurzzeitig nicht den Regeln beugen wollen.
Außerdem flossen auch ihre Aufenthalte in verschiedenen Ländern in ihre Werke mit ein, indem die Autorin geographische, kulturanthropologische und historische Informationen in ihre Bücher einband und so dem Genre der Mädchenliteratur noch weitere Beweglichkeit verschaffte.
Im Folgenden finden sich kurze Angaben zu drei ihrer Werke:
- Der Seele Schönheit (1845) (Digitalisat)

Der Band besteht aus vier sittlich-moralischen Erzählungen, die religiöse Motive enthalten. Die Mitteilung aus allen Erzählungen liegt in der Behauptung, dass die innere Aristokratie einige Nachteile, wie z. B. Differenzen in den sozialen Schichten oder Besitzlosigkeit, kompensiert. Gleichzeitig wird ein geehrter Ehemann als ein Bild der Anständigkeit für die Anerkennung in der Gesellschaft betrachtet.
Erzählungen in „Der Seele Schönheit“: Vergissmeinnicht (Erzählung), Der irische Pächter, Wohltat und Dankbarkeit, Die Perlen
- Der Ansiedler in der Steppe (1853)

Die Erzählung erläutert das Thema des Alltags- und Umweltgeschichten. Aussiedlung, Aufstieg und Liebe sind die grundlegenden Motive dieser Familiengeschichte. Die Sittlichkeit steht jedoch nicht im Mittelpunkt der Erzählung. Ort des Geschehens ist eine deutsche Stadt nicht weit von Odessa.
- Elisabeths Winter und Frühling in Rom. Briefe eines jungen Mädchens in die Heimat (1887)

Der Reiseroman wurde nach der eigenen Erfahrung von Schriftstellerin geschrieben. Dieser Roman in Form eines Brieftagebuchs ist vorrangig auf Mädchen gerichtet. Der Inhalt lässt sich der Einführung in die großen Denkzeichen sowie in die unterschiedlichen Stadtbilder zuordnen.

## Werke
- Bilder aus alter Zeit oder: Treue über Alles. Mit Illustrationen von Wilhelm Schurig. Hirt, Breslau 1860.
- Cousine Gänseblümchen. Eine Erzählung für junge Mädchen. Winckelmann, Berlin 1882.
- Der Seele Schönheit. Erzählungen und Novellen für die weibliche Jugend. Mit Illustrationen von Theodor Hosemann Winckelmann, Berlin 1845. (Digitalisat) (Erzählungen: Vergissmeinnicht (Erzählung), Der irische Pächter, Wohltat und Dankbarkeit, Die Perlen)
- Erzählung und Novelle für die weibliche Jugend. Winckelmann, Berlin 1845. (Digitalisat)
- Gertrudens Erzählungen für die weibliche Jugend. Winckelmann, Berlin 1846.
- Der Ansiedler in der Steppe oder: Wer Eltern ehrt, den ehrt Gott wieder. Hirt, Breslau 1853.
- Die Nachbarn oder: Sich selbst bezwingen ist der schönste Sieg. Hirt, Breslau 1853.
- Drei Sommertage oder: Wenn es Gott gefällt, wird es Tag. Hirt, Breslau 1853.
- Elisabeths Winter und Frühling in Rom. Briefe eines jungen Mädchens in die Heimath. Hirt, Leipzig 1881.
- Erholungsstunden. Erzählungen und Novellen für die weibliche Jugend. Winckelmann, Berlin 1851.
- Fern von der Heimat. Eine Erzählung für junge Mädchen. Fock, Leipzig 1890.
- Festgabe. Erzählungen für die reifere weibliche Jugend. Theile, Königsberg 1847.
- Hoch und niedrig oder: Liebe ist stärker als der Tod. Hirt, Breslau 1853.
- Mein Skizzenbuch für die Jugend und deren Freunde. 2 Bände. Hirt, Breslau 1853.
- Aus dem Leben. Erzählung für junge Mädchen. Winckelmann, Berlin 1857. (Digitalisat)
- Verloren und gefunden. Eine Erzählung für junge Mädchen. Winckelmann, Berlin 1884.